# Subtálamo

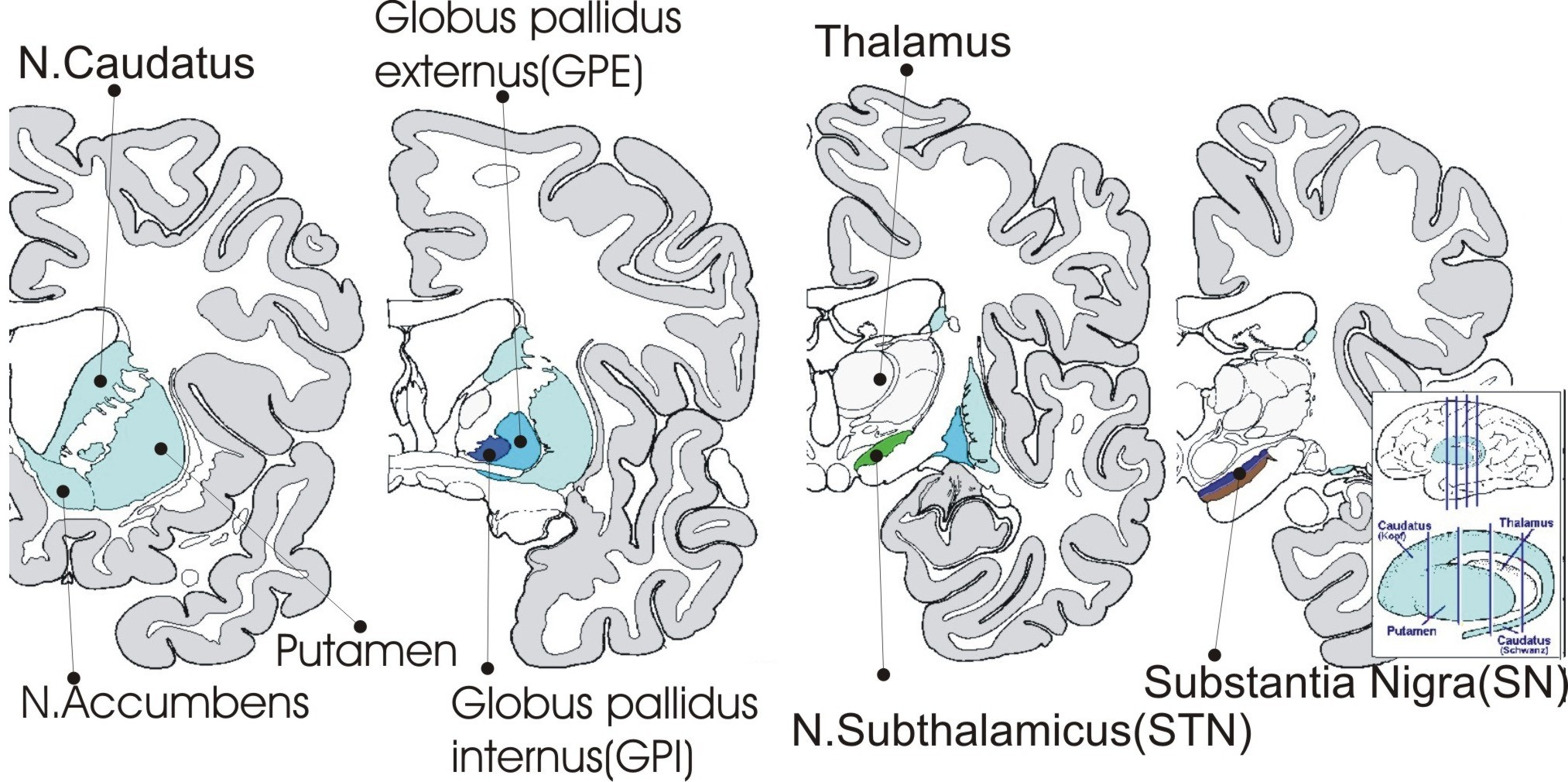
Núcleos da base, importantes para o sistema motor extrapiramidal.

O subtálamo corresponde a uma pequena área que fica na região posterior e inferior do diencéfalo, abaixo do sulco hipotalâmico, em contato com o mesencéfalo. Sua principal estrutura é o núcleo subtalâmico de Luys.

## Função
O núcleo subtalâmico relaciona-se com funções motoras, pertencendo ao sistema extrapiramidal. Recebe aferências do lobo globo pálido externo e manda eferências ao globo pálido interno, com o qual está separado pela cápsula interna (substância branca).

## Lesões
Lesões do subtálamo provoca o hemibalismo, síndrome caracterizada por movimentos involuntários anormais das extremidades. Em alguns casos, estes movimentos são violentos e não desaparecem nem durante o sono.
É parte da via degenerada na Doença de Parkinson.